# Volker Stiefel

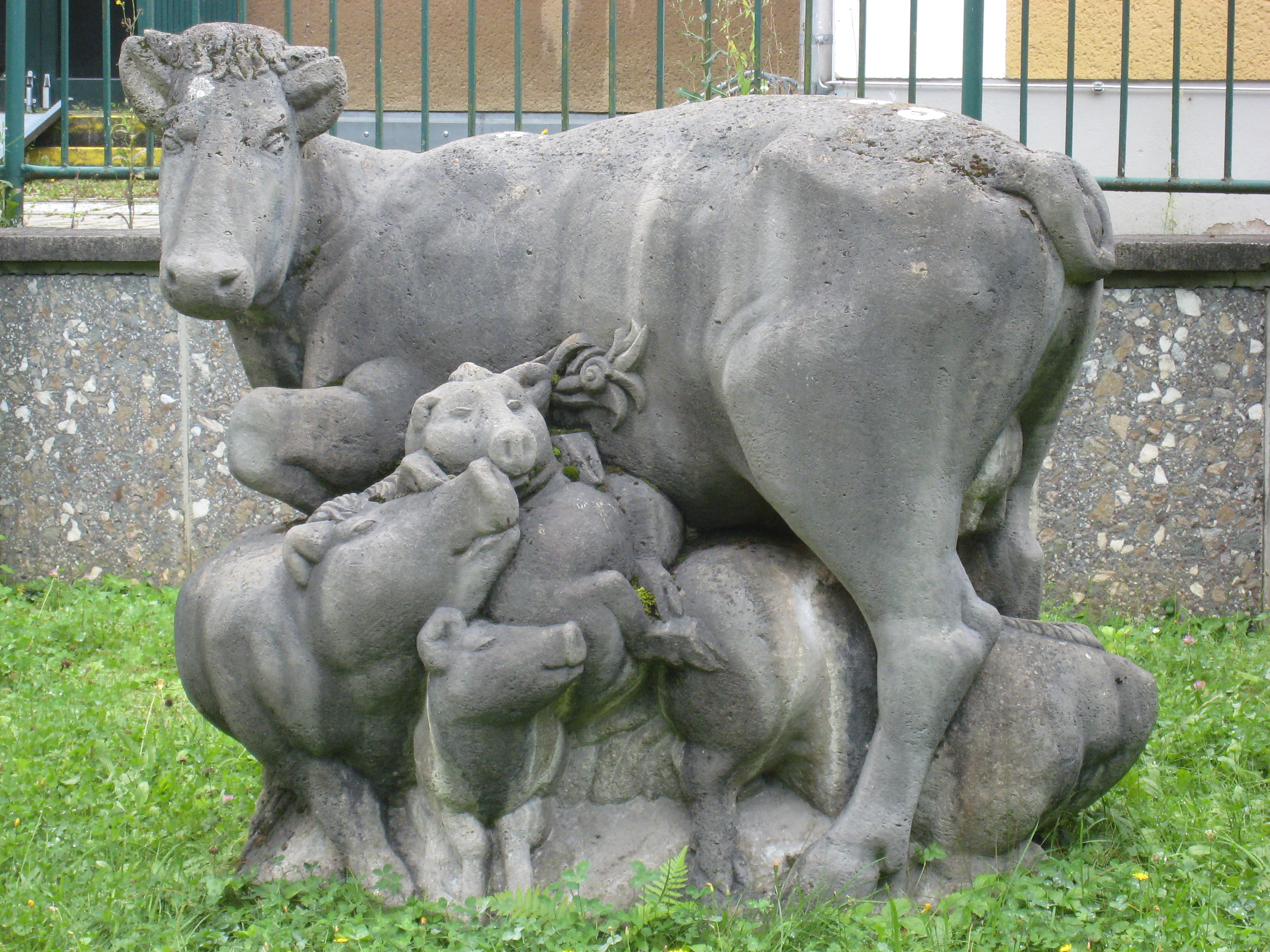
Streichelskulptur von Volker Stiefel

Volker Stiefel ist ein Steinmetzmeister in Weimar, ansässig in Gaberndorf.
Stiefel ist auch tätig im Bereich des Denkmalschutzes bzw. Denkmalpflege bzw. dort in Erscheinung getreten. So hatte Stiefel sechs Grabplatten und ein Epitaph aus dem 16. Jahrhundert erneuert, die an der Süd- und Nordwand des Altarraumes in der Dorfkirche Denstedt ihren Platz fanden. Vier von ihnen fand man 1992 bei Bauarbeiten in einem Meter Tiefe unter dem Holzfußboden verborgen und hatte sie 1996 aufgestellt. Sie stammen allesamt von Angehörigen der Familie von Thangel, welche seit 1586 das Schloss besaß und Patronatsherr über die Kirche war, bis sie 1668 Denstedt verließ und nach Saubach bei Kranichfeld wechselte, das später in Thangelstedt umbenannt werden sollte. Für die Legislaturperiode 2015–2019 war Stiefel im Ortsteilrat von Gaberndorf.
Volker Stiefel schuf eine Tierskulptur in der Windmühlenstraße 17 vor der alten Diesterwegschule. Bestimmt war sie für die Blindenschule, die an dieser Stelle ansässig war, jedoch später nach Weimar-Nord in die Bonhoefferstraße umzog. Primär sollte sie als sogenannte Streichelfigur für blinde und sehschwache Kinder dienen. Die Figurengruppe besteht aus einer Kuh, unter deren Beinen unter anderem eine Reihe von Schweinen versammelt sind. Sie ist aus einem 15 Tonnen schweren Block Oberdorlaer Muschelkalk gearbeitet worden. 1988 erhielt Stiefel hierzu den Auftrag. 1989 wurde die Figur fertiggestellt.